# Uí Fiachrach Muaidhe
Les Uí Fiachrach Muaidhe forment une branche de la famille des Uí Fiachrach, l'une des dynasties qui, avec les Uí Briúin et les Uí Ailello, régna sur le royaume de Connacht (en gaélique : Connachta) du Ve siècle au VIIIe siècle. Les Uí Fiachrach prétendaient descendre de Fiachrae, l'un des demi-frères de Niall aux neuf otages. La branche des Uí Fiachrach Muaidhe était issue de Fiachnae, l'un des frères du haut roi d'Irlande Ailill Molt (mort v. 482). Leurs possessions, Tír Fhíacrach Múaidhe, étaient à l'origine situées dans le comté de Sligo mais finirent par englober les territoires d'Irrus Domnann et de Tír Amhalgaidh, aujourd'hui dans le comté de Mayo. 
À partir du IXe siècle, leur principal sept fut celui des Ó Dubhda (O'Dowd), seigneurs de Carn Amalgaidh, près de Killala, dans le comté de Mayo.

## Généalogie des Uí Fiachrach Muaidhe
(en caractères gras, les individus ayant régné sur le Connacht)
- Eochu Mugmedón, haut-roi d'Irlande, † v. 365.
  - Brión, à l'origine de la dynastie des Uí Briúin
  - Fiachrae
    - Amolgaid
    - Mac Ercae
      - Maine
        - Ros
          - Feradach
            - Máel Umai
              - Máel Cothaid

    - Nath Í
      - Fiachnae, à l'origine de la branche des Uí Fiachrach Muaidhe
        - Elgach
          - Máel Dub
            - Tipraite
              - Dúnchad Muirisci, † v. 683.
                - Indrechtach, † v. 707.
                  - Ailill Medraige, † v. 764.
                    - Cathal, † v. 816.

                - Airechtach, † v. 735.
                  - Tipraite, † v. 719.

                - Ailill
                  - Cathal
                    - Donn Cothaid mac Cathail, roi de 768 à 773 et dernier de sa branche à régner sur le Connacht, † v. 787.
                      - Connmhach mac Duinn Cothaid, † v. 787.
                        - Connmhach
                          - Caomhán mac Connmhach
                          - Dubda mac Connmhach
                            - Cellac
                              - Aed Ua Dubhda, † v. 983, à l'origine du clan des Ó Dubhda (O'Dowd)

      - Ailill Molt, † v. 482.
        - Cellach
          - Eógan Bél mac Cellaig, † v. 547.
            - Aillil Inbandae, † v. 550.

        - Mac Ercae  † v. 542

      - Eochaid Bric, à l'origine de la branche des Uí Fiachrach Aidhne.

  - Ailill, à l'origine de la dynastie des Uí Ailello
  - Niall aux neuf otages, à l'origine de la dynastie des Uí Néill.